# Equipo de Copa Davis de Noruega
El equipo noruego de Copa Davis representa a Noruega en la Copa Davis y se rigen por la Norges Tennisforbund.

## Historia
Noruega compitió en su primera Copa Davis en 1928. Noruega actualmente compite en el Grupo II de la Zona EuroAfricana. Su mejor actuación fue en 1995, cuando alcanzó las eliminatorias del Grupo Mundial.

## Equipo actual
- Viktor Durasovic
- Joachim Bjerke
- Casper Ruud
- Oystein Steiro